# ミルク (映画)
『ミルク』（原題: Milk）は、2008年のアメリカ映画。自らゲイであることを公表した活動家ハーヴェイ・ミルクの生涯を描いた伝記映画。
第81回アカデミー賞では作品賞を含む8部門にノミネートされ、主演男優賞と脚本賞を受賞。

## ストーリー
まだ同性愛が市民権を得ていなかった時代。ハーヴェイ・ミルクは社会の不平等を改革すべく行動を起こし、自らゲイであることを公表すると同時に同性愛者の公民権獲得や地位向上のために立ち上がる。同性愛者支援に留まらず、黒人やアジア人、高齢者、児童、下級労働者等、様々な社会的弱者の救済のために活動し、次第に活動が実を結んでいく。支持者は着実に数を増やし、いつしか社会からも理解が生まれ始める。しかし、それは同時に強い反発をも生んでいた。活動を続ける中でミルクを危険人物とみなす動きも生まれ、対立は激化していく。ミルクはいつしか身の危険を感じるようになり、ある日、テープレコーダーに遺言を記録し始める。
1970年代、アメリカでマイノリティのために戦った政治家ハーヴェイ・ミルクの人生最後の8年間の物語。

## キャスト
| 役名                   | 俳優                   | 日本語吹替 |
| ---------------------- | ---------------------- | ---------- |
| ハーヴェイ・ミルク     | ショーン・ペン         | 清水明彦   |
| クリーヴ・ジョーンズ   | エミール・ハーシュ     | 浅沼晋太郎 |
| ダン・ホワイト         | ジョシュ・ブローリン   | 咲野俊介   |
| スコット・スミス       | ジェームズ・フランコ   | 加瀬康之   |
| ジャック・ライラ       | ディエゴ・ルナ         | 川本克彦   |
| アンネ・クロネンバーグ | アリソン・ピル         |            |
| ダニネル・ニコレッタ   | ルーカス・グラビール   |            |
| ジョージ・モスコーニ   | ヴィクター・ガーバー   |            |
| ジョン・ブリッジス     | デニス・オヘア         | 内田聡明   |
| ディック               | ジョセフ・クロス       |            |
| デヴィッド             | ハワード・ローゼンマン |            |
| ジム                   | ブランドン・ボイス     |            |
| マイケル               | ケルヴィン・ユー       |            |

## スタッフ
- 監督：ガス・ヴァン・サント
- 製作：ダン・ジンクス、ブルース・コーエン
- 製作総指揮：ダスティン・ランス・ブラック、マイケル・ロンドン、ブルーナ・パパンドレア、バーバラ・ホール、ウィリアム・ホーバーグ
- 脚本：ダスティン・ランス・ブラック
- 撮影：ハリス・サヴィデス
- プロダクションデザイン：ビル・グルーム
- 衣装デザイン：ダニー・グリッカー
- 編集：エリオット・グレアム
- 音楽：ダニー・エルフマン

## 評価
レビュー・アグリゲーターのRotten Tomatoesでは245件のレビューで支持率は93%、平均点は8.00/10となった。Metacriticでは39件のレビューを基に加重平均値が83/100となった。

## 主な受賞
- 第81回アカデミー賞：主演男優賞、脚本賞
- 第43回全米映画批評家協会賞：主演男優賞
- ニューヨーク映画批評家協会賞：作品賞、主演男優賞、助演男優賞
- ロサンゼルス映画批評家協会賞：主演男優賞
- 第24回インディペンデント・スピリット賞：助演男優賞、新人脚本賞
- 放送映画批評家協会賞：主演男優賞、アンサンブル演技賞
- 全米映画俳優組合賞：主演男優賞
- 全米脚本家組合賞：オリジナル脚本賞
- ボストン映画批評家協会賞：監督賞、主演男優賞、脚本賞
- ナショナル・ボード・オブ・レビュー：助演男優賞
- パームスプリングス国際映画祭：主演男優賞
- フェニックス映画批評家協会賞：主演男優賞、アンサンブル演技賞
- サンフランシスコ映画批評家協会賞：作品賞、監督賞、主演男優賞、脚本賞
- サウスイースタン映画批評家協会賞：作品賞、主演男優賞、脚本賞